# Listă de biblioteci municipale din România
Aceasta este o listă de biblioteci municipale din România.
Potrivit Legii nr.334/2002 privind bibliotecile, bibliotecile municipale sunt biblioteci de drept public cu sau fără personalitate juridică.
Bibliotecile municipale organizează activitatea de lectură și oferă servicii de documentare și informare comunitară. Finanțarea bibliotecilor municipale se realizează din subvenții bugetare, acordate de la bugetul local, prin bugetul municipiilor pe raza cărora funcționează. Colecțiile bibliotecilor se constituie și se dezvoltă prin transfer, schimb interbibliotecar național și internațional, donații, legate și sponsorizări, precum și prin achiziționarea unor servicii culturale de bibliotecă, respectiv achiziționarea de documente specifice, publicații, cărți vechi și din producția editorială curentă.

## Alba
- Biblioteca Municipală „Liviu Rebreanu” din Aiud
- Biblioteca Municipală „Școala Ardeleană” din Blaj
- Biblioteca Municipală „Lucian Blaga” din Sebeș

## Argeș
- Biblioteca Municipală „Ion Barbu” din Câmpulung Muscel
- Biblioteca Municipală din Curtea de Argeș

## Bacău
- Biblioteca Municipală „Radu Rosetti” Onești
- Biblioteca Municipală „Ștefan Luchian” din Moinești

## Bihor
- Biblioteca Municipală „Constantin Pavel” din Beiuș
- Biblioteca Municipală „Ioan Munteanu” din Marghita
- Biblioteca Municipală „Teodor Neș” din Salonta

## Botoșani
- Biblioteca Municipală din Dorohoi

## Brașov
- Biblioteca Municipală din Codlea
- Biblioteca Municipală din Făgăraș
- Biblioteca Municipală din Săcele

## București
- Biblioteca Metropolitană București

## Buzău
- Biblioteca Municipală „Corneliu Coposu” din Râmnicu Sărat

## Caraș-Severin
- Biblioteca Municipală „Mihail Halic” din Caransebeș

## Călărași
- Biblioteca Municipală din Oltenița

## Cluj
- Biblioteca Municipală din Câmpia Turzii
- Biblioteca Municipală din Dej
- Biblioteca Municipală din Gherla
- Biblioteca Municipală din Turda

## Constanța
- Biblioteca Municipală din Medgidia
- Biblioteca Municipală din Mangalia

## Dâmbovița
- Biblioteca Municipală din Moreni

## Dolj
- Biblioteca Municipală „Petre Anghel” din Băilești
- Biblioteca Municipală „George Șt. Marincu” din Calafat

## Galați
- Biblioteca Municipală „Ștefan Petică” din Tecuci

## Gorj
- Biblioteca Municipală din Motru

## Harghita
- Biblioteca Municipală din Gheorgheni
- Biblioteca Municipală din Odorheiu Secuiesc
- Biblioteca Municipală „George Sbârcea” din Toplița

## Hunedoara
- Biblioteca Municipală „Gheorghe Pârvu” din Brad
- Biblioteca Municipală din Hunedoara
- Biblioteca Municipală „Sebastian Bornemisa” din Orăștie
- Biblioteca Municipală din Petroșani
- Biblioteca Municipală din Vulcan

## Ialomița
- Biblioteca Municipală din Fetești
- Biblioteca Municipală din Urziceni

## Iași
- Biblioteca Municipală „Mihail Sadoveanu” din Pașcani

## Maramureș
- Biblioteca Municipală „Laurențiu Ulici” din Sighetu Marmației

## Mehedinți
- Biblioteca Municipală din Orșova

## Mureș
- Biblioteca Municipală „Petru Maior” din Reghin

## Neamț
- Biblioteca Municipală „George Radu Melidon” din Roman

## Olt
- Biblioteca Municipală „Virgil Carianopol” din Caracal

## Prahova
- Biblioteca Municipală „Dr. C.I. Istrati” din Câmpina

## Satu Mare
- Biblioteca Municipală din Carei

## Sibiu
- Biblioteca Municipală „St. L. Roth” din Mediaș

## Suceava
- Biblioteca Municipală din Câmpulung Moldovenesc
- Biblioteca Municipală „Eugen Lovinescu” din Fălticeni
- Biblioteca Municipală „Tudor Flondor” din Rădăuți
- Biblioteca Municipală „G.T. Kirileanu” din Vatra Dornei

## Teleorman
- Biblioteca Municipală „Gala Galaction” din Roșiorii de Vede

## Timiș
- Biblioteca Municipală din Lugoj

## Vaslui
- Biblioteca Municipală „Stroe Belloescu” din Bârlad
- Biblioteca Municipală „Mihail Ralea” din Huși

## Vâlcea
- Biblioteca Municipală din Drăgășani

## Vrancea
- Biblioteca Municipală din Adjud